# Ole Romeny
Ole Romeny, né le 20 juin 2000 à Nimègue aux Pays-Bas, est un footballeur international indonésien qui joue au poste d'avant-centre à Oxford United.

## Biographie

### En club
Né à Nimègue aux Pays-Bas, Ole Romeny est formé au NEC Nimègue, club de sa ville natale, qu'il considère comme "son" club et où il a toujours rêvé de jouer depuis son plus jeune âge. Il commence sa carrière professionnelle avec le NEC, jouant son premier match le 19 janvier 2018, lors d'une rencontre de deuxième division néerlandaise contre le Almere City. Il entre en jeu à la place de Ferdi Kadıoğlu et se fait remarquer en se faisant expulser en fin de match. Son équipe s'incline ce jour-là par trois buts à deux,.
Le 30 septembre 2020, Ole Romeny est prêté pour une saison au Willem II.
Le 27 janvier 2022, Ole Romeny s'engage en faveur du FC Emmen. Il signe un contrat courant jusqu'en juin 2023. Deux jours plus tard il joue son premier match pour Emmen lors d'une rencontre de championnat face à l'Excelsior Rotterdam. Il entre en jeu lors de ce match remporté par son équipe (0-1 score final). Lors de cette deuxième partie de saison il participe à la remontée du FC Emmen en première division, le club retrouvant l'élite du football néerlandais un an après l'avoir quitté.
Le 22 avril 2023, Ole Romeny se fait remarquer en réalisant son premier triplé, lors d'une rencontre de championnat face au SC Heerenveen. Titularisé ce jour-là, il permet à son équipe de s'imposer alors que celle-ci était menée (2-3 score final),.
Lors de l'été 2023, Ole Romeny rejoint le FC Utrecht. Le transfert est annoncé le 13 juin 2023 et il signe un contrat de trois ans, soit jusqu'en juin 2026.

### En sélection
Avec les moins de 19 ans des Pays-Bas, Ole Romeny joue un total de cinq matchs et inscrit un but entre 2018 et 2019.
Romeny possède des origines indonésiennes via sa grand-mère maternelle. Il fait le choix en 2024 de représenter ce pays en sélection.
En mars 2025, Ole Romeny est convoqué pour la première fois avec l'équipe nationale d'Indonésie par le sélectionneur Patrick Kluivert.